# José Eduardo Derbez
José Eduardo Eugenio González Martínez del Río   (Ciudad de México, 14 de abril de 1992), más conocido como José Eduardo Derbez, es un actor mexicano.

## Biografía
Es hijo de la actriz mexicana Victoria Ruffo y del actor y comediante mexicano Eugenio Derbez y hermano de Vadhir Derbez, Aislinn Derbez y Aitana Derbez, por parte de su padre.
También es hermano mayor de Anuar Fayad y Victoria Fayad, hermanos por parte de su madre. 
Es nieto de la actriz Silvia Derbez y sobrino de la actriz y conductora Gabriela Ruffo y de la Productora Marcela Ruffo.
Su presentación oficial en la televisión mexicana fue en el exitoso programa infantil TVO conducido por su tía Gabriela Ruffo cuando apenas contaba con un par de meses de edad, como parte de una sorpresa de la producción para su tía. 
Su debut en televisión tuvo lugar cuando era pequeño e hizo un papel en el programa Derbez en cuando dentro del sketch "De con padre" como Aarón Abasolo.
En 2012 hace su debut como actor en la telenovela juvenil Miss XV, producida por Pedro Damián, donde comparte créditos con: Paulina Goto, Natasha Dupeyrón, Yago Muñoz, Eleazar Gómez, Macarena Achaga, Jack Duarte, Gabriela Platas, Raquel Garza entre otros.
Interpreta a Patricio "Pato" Fuentes Pedraza, el mejor amigo de Alexis (Eleazar Gómez).
Para finales de 2013 y 2014 hace el papel de Diego Armando Escandionda en la telenovela Qué pobres tan ricos (ver resumen), que lo hace acreedor al premio TVyNovelas de 2014 como mejor actor juvenil.
También interpretó a Felipe Velasco en la telenovela Amores con trampa producida por Emilio Larrosa, donde comparte créditos con Itatí Cantoral, Eduardo Yáñez, África Zavala y Ernesto Laguardia. 
En 2016 interpreta a León, el hermano de Luciana, en la producción de José Alberto Castro Vino el amor.
En septiembre de 2017 debuta como conductor del programa matutino Hoy bajo la producción de Reynaldo López.
Durante el año 2021 es invitado a formar parte de la conducción del programa Miembros al aire emitido por el canal de televisión Unicable bajo la producción de Eduardo Suárez Castellot.
El 30 de junio de 2024 tuvo a su primera hija, Tessa Derbez con su pareja Paola Dalay.

## Filmografía

### Telenovelas
- Miss XV (2012) ...Patricio "Pato" Fuentes Pedraza

- Qué pobres tan ricos (2013-2014) ...

- Amores con trampa (2015)...Felipe Velasco

- Vino el amor (2016-2017)...

- Cita a ciegas (2019) ...[4]

### Televisión
- Derbez en cuando (1999) ... Aarón Abasolo (hijo) (Ep. "De con padre")
- XHDRBZ (2004) ... Él Mismo (Episodio final)
- Hoy (2017) ... Conductor
- El privilegio de mandar (2018)... Nuño
- La Parodia (2018)...Varios
- De viaje con los Derbez (2019-2023)... Él Mismo
- Renta congelada (2020)... Nicodemo Nico Ramos "El Avaro"
- Mi tío (2022)... Andrés
- Tal para cual (2022)... Tatu[5]
- Veo cómo cantas (2023)... Asesor[6]

### Cine
- Más allá de la luz II (2018)
- How to Be a Latin Lover (2017)
- Águila y Jaguar: Los Guerreros Legendarios (2022)
- Wish: El poder de los deseos (2023) Doblaje para América Latina
- El roomie (2024)...Roo
- Jaque mate (2024)
- Es por su bien (2024)... Ernesto[7]
- Mesa de Regalos (2025)...Nicolás Miranda

### Radio
- En la mañana con la Ruffo (2012-2014)
- La casa de los niños (2004-2006)

## Premios

### Premios TVyNovelas
| Año  | Categoría           | Telenovela           | Resultado |
| ---- | ------------------- | -------------------- | --------- |
| 2015 | Mejor actor juvenil | Qué pobres tan ricos | Ganador   |